# Guglielmo Gonzaga di Feltrino

Stemma dei Gonzaga fino al 1389.

Guglielmo Gonzaga (XIV secolo – XIV secolo) è stato un condottiero italiano.

## Biografia
Era figlio di Feltrino Gonzaga, della linea dei Gonzaga di Novellara e Bagnolo e di Antonia da Correggio.
Nel 1354 partecipò alla ribellione di Fregnano della Scala contro Cangrande II della Scala, signore di Verona. Guglielmo fu catturato, imprigionato e successivamente scarcerato.
Assieme al fratello Guido, fu a capo di due congiure contro i cugini Gonzaga, signori di Mantova: durante la prima nel 1356 riuscì a fuggire e la seconda nel 1376 fu scoperta e Guglielmo venne condannato a morte in contumacia. Riparò alla corte di Bernabò Visconti, dove suo figlio Rodolfo lo ingaggiò a difesa di Bergamo. Alla caduta di Bernabò ad opera del nipote Gian Galeazzo Visconti, Guglielmo trovò riparo per breve tempo a Brescia presso Gianmastino Visconti.
Nel 1391 fu al soldo dei bolognesi contro i Visconti.

## Discendenza
Guglielmo ebbe tre figli:
- Francesco
- Filippino sposò Margherita Pio[1]
- Antonio congiurò contro i cugini Gonzaga, signori di Mantova

## Ascendenza
|                       |                          |                                       | Genitori                 |  |  | Nonni |  |  | Bisnonni      |  |  | Trisnonni       |  |
|                       |                          |                                       |                          |  |  |       |  |  | Guido Corradi |  |  | Antonio Corradi |  |
|                       |                          |                                       |                          |  |  |       |  |  | Guido Corradi |  |  | Antonio Corradi |  |
|                       |                          | Richilde Pedroni                      |                          |  |  |       |  |  | Guido Corradi |  |  |                 |  |
| Luigi I Gonzaga       |                          |                                       |                          |  |  |       |  |  | Guido Corradi |  |  |                 |  |
|                       |                          | Estrambina di San Martino             | Strambino di San Martino |  |  |       |  |  |               |  |  |                 |  |
|                       |                          | Estrambina di San Martino             | Strambino di San Martino |  |  |       |  |  |               |  |  |                 |  |
|                       |                          | Estrambina di San Martino             | …                        |  |  |       |  |  |               |  |  |                 |  |
| Feltrino Gonzaga      |                          | Estrambina di San Martino             |                          |  |  |       |  |  |               |  |  |                 |  |
|                       |                          | Ramberto Ramberti                     | …                        |  |  |       |  |  |               |  |  |                 |  |
|                       |                          | Ramberto Ramberti                     | …                        |  |  |       |  |  |               |  |  |                 |  |
|                       |                          | Ramberto Ramberti                     | …                        |  |  |       |  |  |               |  |  |                 |  |
| Richilda Ramberti     |                          | Ramberto Ramberti                     |                          |  |  |       |  |  |               |  |  |                 |  |
|                       |                          | Margherita di Almerico dei Lavellongo | …                        |  |  |       |  |  |               |  |  |                 |  |
|                       |                          | Margherita di Almerico dei Lavellongo | …                        |  |  |       |  |  |               |  |  |                 |  |
|                       |                          | Margherita di Almerico dei Lavellongo | …                        |  |  |       |  |  |               |  |  |                 |  |
| Guglielmo Gonzaga     |                          | Margherita di Almerico dei Lavellongo |                          |  |  |       |  |  |               |  |  |                 |  |
|                       | Giberto III da Correggio | Guido II da Correggio                 |                          |  |  |       |  |  |               |  |  |                 |  |
|                       | Giberto III da Correggio | Guido II da Correggio                 |                          |  |  |       |  |  |               |  |  |                 |  |
|                       | Giberto III da Correggio | Mabilia della Gente                   |                          |  |  |       |  |  |               |  |  |                 |  |
| Guido IV da Correggio | Giberto III da Correggio |                                       |                          |  |  |       |  |  |               |  |  |                 |  |
|                       |                          | N.N. Da Camino                        | …                        |  |  |       |  |  |               |  |  |                 |  |
|                       |                          | N.N. Da Camino                        | …                        |  |  |       |  |  |               |  |  |                 |  |
|                       |                          | N.N. Da Camino                        | …                        |  |  |       |  |  |               |  |  |                 |  |
| Antonia da Correggio  |                          | N.N. Da Camino                        |                          |  |  |       |  |  |               |  |  |                 |  |
|                       |                          | Jacopo della Palù                     | …                        |  |  |       |  |  |               |  |  |                 |  |
|                       |                          | Jacopo della Palù                     | …                        |  |  |       |  |  |               |  |  |                 |  |
|                       |                          | Jacopo della Palù                     | …                        |  |  |       |  |  |               |  |  |                 |  |
| Guidaccia della Palù  |                          | Jacopo della Palù                     |                          |  |  |       |  |  |               |  |  |                 |  |
|                       |                          | ...                                   | …                        |  |  |       |  |  |               |  |  |                 |  |
|                       |                          | ...                                   | …                        |  |  |       |  |  |               |  |  |                 |  |
|                       |                          | ...                                   | …                        |  |  |       |  |  |               |  |  |                 |  |
|                       |                          | ...                                   |                          |  |  |       |  |  |               |  |  |                 |  |